# Zamek w Drzewicy
Zamek w Drzewicy – zamek zbudowany w latach 1527–1535 z inicjatywy arcybiskupa gnieźnieńskiego Macieja Drzewickiego, w stylu gotycko-renesansowym. Wybudowany  na skraju miasta, nad rzeką Drzewiczką, otoczony dwiema fosami i dzielącym je wałem ziemnym. Budowla stanęła na planie regularnego, zbliżonego do kwadratu prostokąta. W jej systemie obronnym istotną rolę odgrywały cztery kwadratowe wieże usytuowane w narożach założenia. Obiekt spłonął w 1814 roku, jest dziś dobrze zachowaną, po koronę murów, ruiną. Dzięki temu, że zamek nie był przebudowywany, jest to jedna z lepiej zachowanych rezydencji z 1 poł. XVI wieku w Polsce.

## Historia
Budowlę wzniesiono w latach 1527–1535 z inicjatywy prymasa Macieja Drzewickiego herbu Ciołek w jego rodowych posiadłościach. Po ponad dwóch wiekach zamek przejmują Sołtykowie a następnie Szaniawscy. W drugiej połowie XVIII wieku zamek zostaje ofiarowany bernardynkom, które straciły w pożarze swój dawny klasztor ufundowany w 1630 roku przez Annę z Bąkowca-Drzewicką. W 1814 roku pożar trawi również zamek w Drzewicy. Według jednego z podań, po zakończonych roratach nie zgasiły świec od których spłonął cały budynek.
Od tego czasu nikt więcej nie zamieszkiwał zamku, który popadał w coraz większą ruinę.
W latach 1948-49 i później 1985-86 na zamku prowadzone były pierwsze badania zamku i prace archeologiczne. W 1952 roku powstał projekt zabezpieczania i zadaszenia zamku.
W 1990 roku ruiny zamku kupił Antoni Borzewski z Warszawy. W 2017 roku rozpoczęły się na zamku prace zabezpieczające.

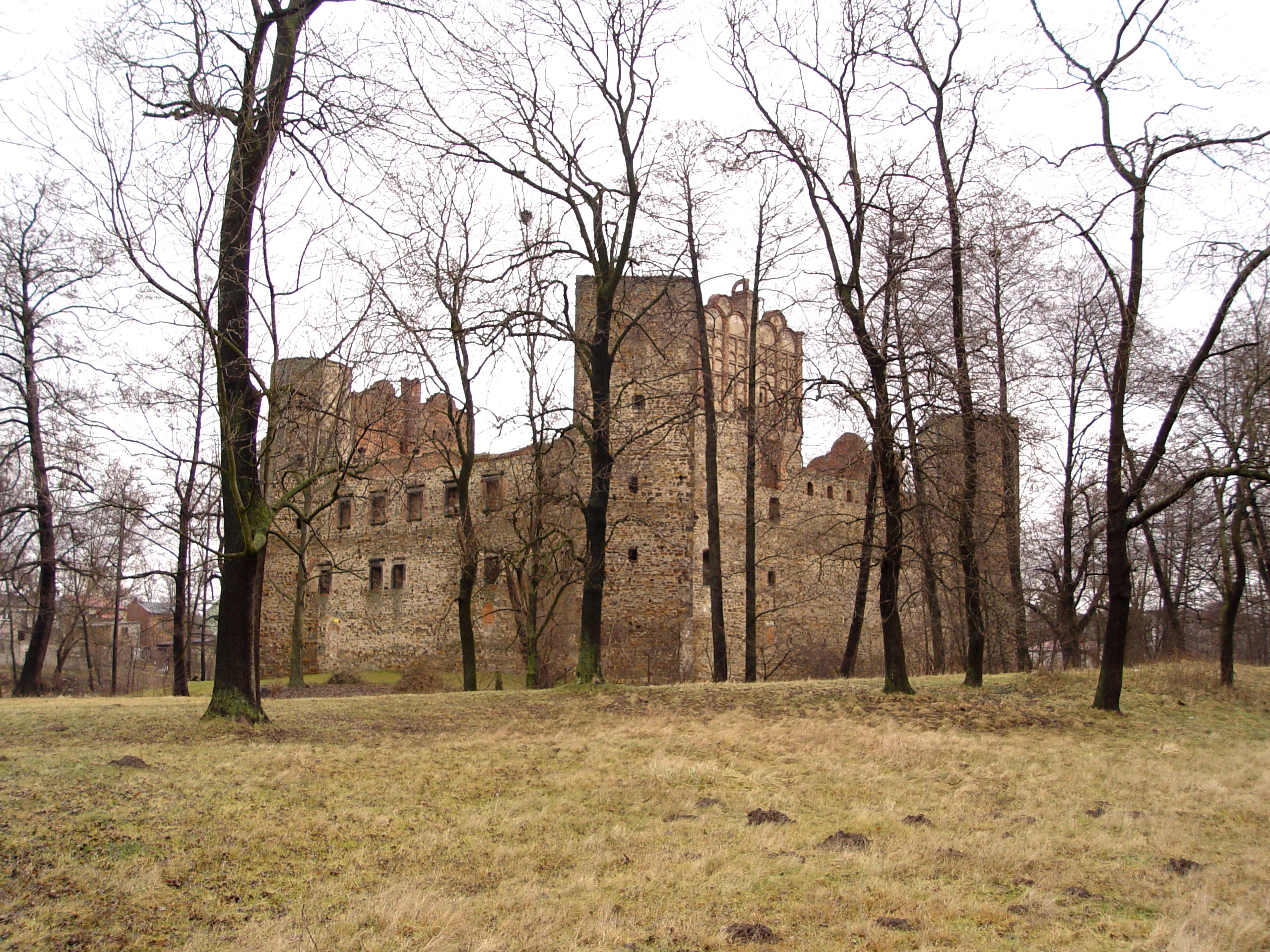
Zamek w Drzewicy

## Architektura
Zamek gotycko renesansowy powstały z kamienia i cegły, pierwotnie zapewne otynkowany. Założony na planie prostokąta o ściętych narożach, do których przylegają cztery wieże na rzucie kwadratu. Wnętrze dziedzińca zamyka od zachodu budynek mieszkalny, niegdyś z dwiema wieżami alkierzowymi przyległymi do murów - południowego i północnego. W południowo-wschodniej części dziedzińca dawny budynek usługowy z prostokątną kaplicą wysuniętą ryzalitowo poza obwód muru wschodniego.
Wieże były pięciokondygnacyjne, podpiwniczone, północno-zachodnia - górą ośmioboczna. Wieża północno-wschodnia jest większa od pozostałych, podparta szkarpami, w której znajduje się brama. 

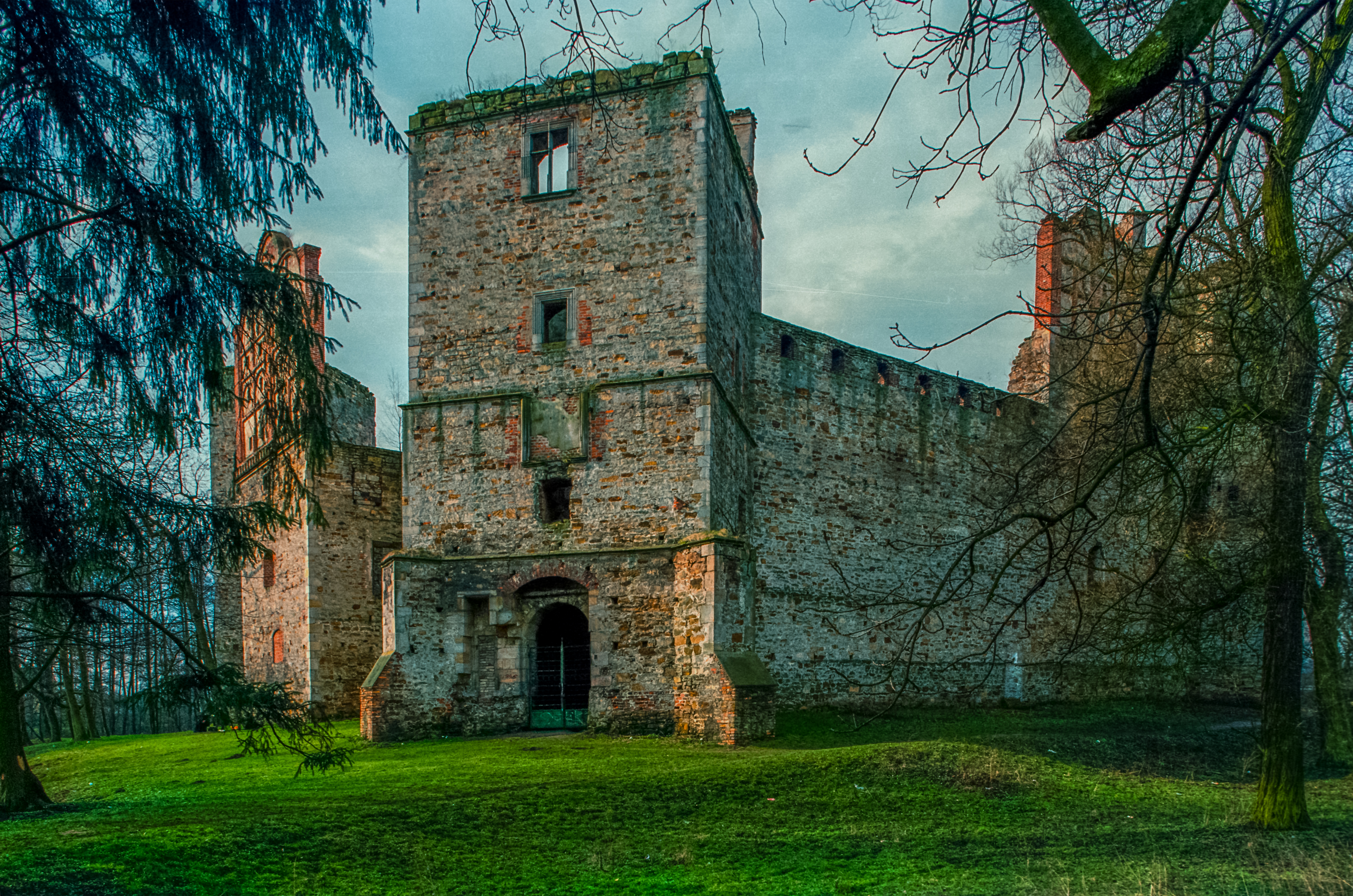
Zamek w Drzewicy – wieża bramna

Budynek mieszkalny jest założony na rzucie prostokąta, jednotraktowy, trzykondygnacyjny. Na każdym piętrze znajdują się cztery pomieszczenia, z których krańcowe łączą się z odpowiednimi izbami w wieżach. W przyziemiach po stronie południowej sklepienia kolebkowe, w pozostałej części niegdyś znajdowały się stropy. Izby krańcowe posiadały również wykusze latrynowe. Wzdłuż elewacji od dziedzińca ślady zewnętrznych ganków drewnianych z wyłącznym dostępem z alkierzy. Niegdyś część mieszkalna przykryta była dwoma dwuspadowymi, równoległymi dachami, ujętymi od północy i od południa dwudzielnymi szczytami ceglanymi. Każdy był rozdzielony kominem przykrytym koroną, podzielony był na tynkowane pola pionowym i poziomym laskowaniem ceglanym zwieńczonym trójarkadowo. 
Budynek pierwotnie służący jako usługowy po osiedleniu się w nim bernardynek został całkowicie przebudowany. Część północna została zamieniona na kaplicę o wysokości dwóch kondygnacji. Na łuku oddzielającym część zachodnią od prezbiterium znajdują się pozostałości polichromii z końca XVIII wieku. Na zewnętrznym ryzalicie budynku, od wschodu, znajduje się dwudzielny szczyt ceglany, wsparty na wysuniętych wspornikach kamiennych gzymsu wieńczącego ścianę, analogiczny jak w budynku głównym.
Zamek niegdyś posiadał system obronny składający się z dwóch fos rozdzielonych wałem ziemnym. Do zamku prowadził most zwodzony.
Mimo tego, że zamek jest częściową ruiną, jest to najlepiej zachowana rezydencja z 1 poł. XVI wieku w Polsce, ponieważ od czasu powstania nie był w znaczący sposób przebudowywany.